# Tess Madgen
Tess Madgen est une joueuse australienne de basket-ball née le 12 août 1990 à Ashford, en Australie-Méridionale. Elle a remporté avec l'équipe d'Australie la médaille de bronze du tournoi féminin aux Jeux olympiques d'été de 2024, organisés à Paris.